# Fissità funzionale

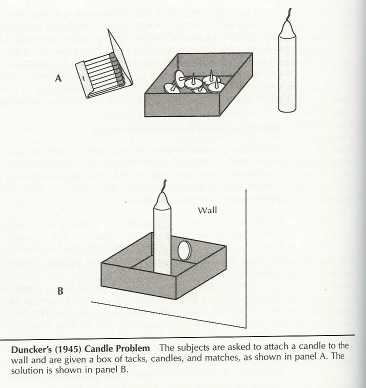
L'esperimento della candela di Duncker

La fissità funzionale è un atteggiamento mentale che porta un individuo, nel contesto della risoluzione di un problema, a incontrare difficoltà nel riconoscere o attribuire funzioni alternative a un oggetto rispetto a quelle abitualmente associate. Il termine fu coniato intorno al 1935 dallo psicologo Gestaltico tedesco Karl Duncker, che studiò il fenomeno nel suo libro Zur Psychologie des produktiven Denkens , pubblicato nel 1935.  

## Descrizione
In ambito psicologico, la fissità funzionale può essere intesa come una forma di rigidità cognitiva o comportamentale che ostacola la flessibilità mentale e la capacità di adattamento a nuove situazioni o a cambiamenti nell'ambiente. Tale rigidità può essere influenzata da fattori come la paura, la bassa autostima, l'ansia, la mancanza di esperienza o condizioni psicologiche come la depressione.  
Ad esempio, una persona con fissità funzionale di tipo mentale può avere difficoltà a considerare nuove idee o soluzioni ai problemi, manifestando una rigidità nei pensieri e nelle emozioni. Può inoltre incontrare ostacoli nel modificare le proprie abitudini o nell’adattarsi a situazioni stressanti, mostrando una scarsa capacità di ristrutturazione cognitiva.Il trattamento per la fissità funzionale mentale può includere la psicoterapia, la terapia comportamentale o cognitiva e può aiutare a sviluppare la flessibilità mentale e la capacità di adattamento a nuove situazioni o emozioni. L'obiettivo principale è quello di aiutare la persona a sviluppare una maggiore flessibilità emotiva e cognitiva e a gestire meglio i cambiamenti e le situazioni stressanti della vita.

## L'esperimento di Duncker
L'esperimento di Duncker è stato significativo perché ha contribuito alla comprensione della natura del pensiero creativo e delle modalità con cui le persone affrontano i problemi. Ha inoltre fornito spunti per lo sviluppo di teorie sul funzionamento del cervello e sulle dinamiche psicologiche alla base della creatività. In particolare, ha evidenziato come la fissità funzionale possa ostacolare la capacità di elaborare soluzioni innovative, sottolineando il ruolo centrale della flessibilità mentale nei processi creativi.
Nell'esperimento viene presentato ai partecipanti un problema: trovare un modo per fissare una candela a una parete in modo che, una volta accesa, la cera non coli sul pavimento. Gli oggetti messi a disposizione sono una candela, una scatola di puntine e dei fiammiferi, ma non sono forniti né chiodi né supporti evidenti. La soluzione richiede di superare la fissità funzionale, riconoscendo che la scatola può essere svuotata e utilizzata come base per sostenere la candela, fissandola alla parete con le puntine. I partecipanti che riescono a riconsiderare la funzione convenzionale degli oggetti dimostrano una maggiore flessibilità cognitiva e una più elevata capacità di problem solving creativo.
L'esperimento di Duncker è stato significativo perché ha contribuito alla comprensione della natura del pensiero creativo e delle strategie con cui gli individui affrontano i problemi. Ha inoltre offerto spunti rilevanti per lo sviluppo di teorie sul funzionamento del cervello e sui meccanismi psicologici alla base della creatività. In particolare, ha messo in evidenza come la fissità funzionale possa limitare la capacità di generare soluzioni innovative, sottolineando il ruolo fondamentale della flessibilità mentale nei processi creativi.